# 高辻正己
高辻 正己（たかつじ まさみ、1910年1月19日 - 1997年5月20日）は、日本の官僚、裁判官。竹下改造内閣で法務大臣を務めた。甥に外交官の青木盛久がいる。名前は正巳とも。

## 来歴、人物
1910年（明治43年）静岡県沼津出身。東京府立四中、旧制三高を経て、1935年（昭和10年）東京帝国大学法学部卒業。内務省入省。第二次世界大戦後、1951年（昭和31年）には日ソ交渉全権委員の随行員としてソビエト連邦を訪問している。
その後、地方自治庁部長などを経て、内閣法制次長時代に自衛隊を「必要最小限の戦力」と解釈する。1964年（昭和39年）から1972年（昭和47年）にかけて第1次佐藤内閣～第3次佐藤内閣まで内閣法制局長官を務め、東大確認書問題、自衛隊の交戦権問題、沖縄返還や沖縄公用地問題について法律面から佐藤内閣を支えた。
1972年7月（昭和47年）、佐藤首相の退陣とともに内閣法制局長官を辞任。
1973年（昭和48年）から最高裁判所判事に就任。定年を待たずに辞意を表明して退官した田中二郎の後任。内閣は田中の後任には学者からの起用を考慮していたが適任者が無く、また最高裁判事の中に法制局出身者がいないこともあって、高辻の起用となった。
1980年（昭和55年）に退官し弁護士となる。同年に国家公安委員会委員、勲一等旭日大綬章を受章した。他に1987年に設立された麻薬・覚せい剤乱用防止センター初代理事長を務める。
1988年（昭和63年）12月、リクルート事件が騒がれていた頃にリクルートからの献金問題で長谷川峻法務大臣が辞任に追い込まれると、法律に詳しくリクルートとは無縁な点が評価され、残り2年の任期を残し、国家公安委員会委員を辞任し後任の法務大臣に就任。リクルート事件の捜査終結を見届けると、1989年（平成元年）6月に竹下内閣総辞職とともに退任。
晩年の1990年代半ばに、田原総一朗による「中央公論」連載の回想対談に応じている。
1997年5月20日、敗血症のため東京都港区の病院で死去。享年88（87歳没）。墓所は多磨霊園(22-1-24)。叙・従二位、賜・銀杯一組。

## 著書
- 『立法における常識』学陽書房　1954
- 『憲法講説』良書普及会　1960　地方行政全書
- 『時の舞 高辻正己・雑録集』ぎょうせい (製作)　1988

### 共編著
- 『地方行政事務提要』山内一夫,真田秀夫共著　良書普及会　1958
- 『法令用語辞典』第4次全訂新版　佐藤達夫,林修三共編　学陽書房　1966
- 『財政会計辞典』改訂新版　谷村裕共編　学陽書房　1967